# صافي طه
صافي طه هو مصارع هاوي لبناني، ولد في 23 ديسمبر 1923 في بيروت في لبنان، وتوفي في 22 فبراير 2009 في بومبانو سيتي في الولايات المتحدة.

## وصلات خارجية
- صافي طه على موقع قاعدة بيانات المصارعة الدولية (الإنجليزية)
- صافي طه على موقع اللجنة الأولمبية الدولية (الإنجليزية)
- صافي طه على موقع أوليمبيديا (الإنجليزية)